# Dynamotheorie

Vereinfachte Illustration des Geodynamo-Mechanismus der Erde: Durch den Wärmefluss aus dem inneren Kern wird das flüssige Metall im äußeren Erdkern in Bewegung gesetzt (Konvektion) und durch die Corioliskraft zu schraubenförmiger Rotation gebracht. Die Wechselwirkung des sich bewegenden leitfähigen Materials mit dem Erdmagnetfeld erzeugt elektrische Ströme (Induktion), die wiederum eigene Magnetfelder erzeugen, die das Erdmagnetfeld aufrechterhalten. Somit ist der Prozess selbsterhaltend, sofern ausreichend Energie für die Konvektion zur Verfügung steht.

Die Dynamotheorie beschreibt die Erzeugung und das Verhalten von Magnetfeldern in elektrisch leitfähiger Materie (Plasma). Sie ist Teil der Magnetohydrodynamik (MHD).
Der „Dynamoeffekt“, also die Erzeugung von Magnetfeldern, hat seine Ursache in der elektromagnetischen Induktion aufgrund der Wechselwirkung zwischen Konvektion in elektrisch leitender Materie und ihrer Rotation. 
Die Magnetfelder der Erde, der Sonne und weiterer astronomischer Objekte lassen sich durch die Dynamotheorie erklären. Zur besseren Unterscheidung von technischen Dynamos (elektrische Generatoren) nennt man solche Dynamos dann auch magnetohydrodynamische oder MHD-Dynamos.

## Induktionsgleichung
Die theoretische Grundlage zur Beschreibung von Dynamos bildet die Induktionsgleichung:
{\displaystyle {\partial \mathbf {B}  \over \partial t}=R_{m}\nabla \times (\mathbf {v} \times \mathbf {B} )-\nabla \times \eta \nabla \times \mathbf {B} }
Hierbei bedeuten:
| {\displaystyle \mathbf {B} }            | Magnetfeld, genauer: magnetische Induktion |
| {\displaystyle \mathbf {v} }            | Geschwindigkeitsfeld der Materie |
| {\displaystyle \eta ={1/\mu \sigma }}   | magnetische Diffusivität, wobei {\displaystyle \mu } die magnetische Permeabilität und {\displaystyle \sigma } die elektrische Leitfähigkeit bedeuten                 |
| {\displaystyle R_{m}={V/R\mathrm {H} }} | magnetische Reynoldszahl, mit typischen Größenordnungen für Geschwindigkeit {\displaystyle V}, Länge {\displaystyle R} und Diffusivität {\displaystyle \mathrm {H} }. |
Die Induktionsgleichung lässt sich aus den Maxwellgleichungen und dem ohmschen Gesetz herleiten.

## Antidynamotheoreme
Antidynamotheoreme machen Aussagen über Bedingungen, unter denen kein Dynamoprozess zustande kommen kann. Sie vermitteln einen Einblick in die Funktionsweise von Dynamos, da sie die Lösungsvielfalt der Dynamogleichung einschränken, und damit aufzeigen, welche Voraussetzungen für einen funktionierenden Dynamo wesentlich sind.

### Cowling-Theorem
Das Cowling-Theorem besagt, dass ein axialsymmetrisches Magnetfeld durch keinen Dynamoprozess aufrechterhalten werden kann.

### Elsasser-Theorem
Das Elsasser-Theorem (auch Toroidal-Theorem) besagt, dass eine rein toroidale Strömung keinen Dynamo aufrechterhalten kann. Dies ist jedoch in einer sphärischen Geometrie nur unter der einschränkenden Bedingung der Fall, dass die elektrische Leitfähigkeit nicht winkelabhängig ist.